# Butterscotch - Passe-temps inavouables

Butterscotch - Passe-temps inavouables (utterscotch Sunday) est un film érotique américain de Hamilton Lewiston diffusé en 1997.

## Fiche technique
- Titre : Butterscotch - Passe-temps inavouables
- Titre original : utterscotch Sunday
- Réalisation : Hamilton Lewiston
- Origine : États-Unis
- Durée : 1h22
- Format : couleurs

## Distribution
- Daneen Boone : Samantha
- Kim Dawson : Madame Nirvana
- Kira Reed : rôle inconnu
- Tiffany Turner : Hillary
- Bo Zena : Gretchen